# Christoph Ludwig Fehre
Christoph Ludwig Fehre (* 18. Januar 1718 in Zehren; † 28. Oktober 1772 in Dresden) war ein deutscher Komponist und Organist. Fehre war bis vor wenigen Jahrzehnten weitestgehend unbekannt. Interesse bringt ihm die Musikwissenschaft erst entgegen, seit Ende des 20. Jahrhunderts bekannt wurde, dass die sogenannte „Schulmeisterkantate“ von ihm stammt. Diese in der heutigen Schulmusik häufig aufgeführte Komposition war bis dahin Georg Philipp Telemann zugeschrieben worden.

## Leben
Als Kind besuchte er das Lyzeum in Chemnitz. Seinen ersten musikalischen Unterricht erhielt er von seinem Onkel Johann Christian Gerstner (1675–1753). Von 1727 bis 1734 besuchte er die Annenschule in Dresden. 1742 bewarb er sich erfolglos auf die Organistenstelle der Dresdner Frauenkirche. Ab dem 26. Februar 1754 vertrat er den Organisten der Dresdner Annenkirche, dessen Amt er im August 1757 übernahm. Nach der Zerstörung der Annenkirche im Siebenjährigen Krieg (20. Juli 1760) übernahm er bis 1769 Interims-Gottesdienste in der Bartholomäuskirche und im kurfürstlichen Malersaal an der Ostra-Allee. Am 8. Oktober 1769 leitete er die Kirchenmusik zur Einweihung der neuerbauten Annenkirche.
Fehres Bruder David Augustin Fehre (* 13. Oktober 1715 in Zehren; † November 1779 in Mitau) war Cembalist und ab 1739 Musikdirektor der Herzoglichen Hofkapelle in Mitau.

## Werke
- Passionsoratorium (1748)[4]
- Mehrere Kantaten (handschriftliche Quellen u. a. in der SLUB Dresden und der Staatsbibliothek zu Berlin)

### Die „Schulmeisterkantate“
Fehres Kantate Der Schulmeister in der Singschule für Bassstimme, Knabenchor und Orchester galt bis 1995 als Werk Georg Philipp Telemanns (TWV 20:57). Sie gehört heute zu den beliebtesten Kompositionen für den Schulgebrauch und hat das Bild des Komponisten Telemann nachhaltig geprägt. Zweifel an Telemanns Autorschaft äußerte 1981 erstmals Hellmuth Christian Wolff; sie wurden 1995 durch Hans-Joachim Schulze bestätigt. Das Incipit des Stücks erscheint 1768 in einem Supplement zum Breitkopf-Katalog unter Fehres Namen; ohne Incipit wird der Titel Der Schulmeister in der Singschule auch in den Katalogen von 1770 und 1836 Fehre zugeordnet.
Fehre komponierte das im Juli 1751 erstmals aufgeführte Stück zur Feier des 50. Dienstjubiläums seines Onkels und Lehrers Johann Christian Gerstner, der seit 1701 Kantor zunächst in Lommatzsch, ab 1711 an St. Jacobi in Chemnitz und schließlich seit 1727 an der Annenkirche in Dresden gewesen war. Im Original auf uns gekommen ist nur das Textbuch aus dem Jahr 1751. Die Komposition ist nur in einer instrumentalen Bearbeitung von Christoph Ernst Friedrich Weyse (1774–1842) mit zwei Oboen und zwei Hörnern überliefert, die einen bereits klassisch orientierten Orchestersatz zeigt. Eine moderne Bearbeitung in vierstimmigem Streichersatz von Fritz Stein ist im heutigen Schulgebrauch verbreitet.